# Kliner, Lang and Scharmann
Kliner, Lang and Scharmann, vorher Marshfield Iron Works, war ein US-amerikanischer Hersteller von Automobilen.

## Unternehmensgeschichte
Die Herren Kliner, George J. Lang und Otto T. Scharmann gründeten 1907 das Unternehmen als mechanische Werkstätte. Der Sitz war in Marshfield in Wisconsin. Im gleichen Jahr entwickelten Lang und Scharmann ein Automobil. Im Februar 1908 wurde das erste an K. W. Dodge verkauft. Der Markenname lautete Lang & Scharmann. 1909 endete die Produktion. Insgesamt entstanden sechs Fahrzeuge.

## Fahrzeuge
Das erste Fahrzeug hatte einen Zweizylindermotor mit 24 PS Leistung.
Das Fahrzeug für Dodge hatte einen 40-PS-Motor.
Eine andere Quelle gibt an, dass es Tourenwagen waren.